# Чирешоая (Бакеу)
Чирешоая (рум. Cireșoaia) — село у повіті Бакеу в Румунії. Адміністративно підпорядковане місту Сленік-Молдова.
Село розташоване на відстані 204 км на північ від Бухареста, 45 км на південний захід від Бакеу, 128 км на південний захід від Ясс, 146 км на північний захід від Галаца, 98 км на північний схід від Брашова.

## Населення
За даними перепису населення 2002 року у селі проживали 1906 осіб, з них 1904 особи (99,9%) румунів. Рідною мовою 1904 особи (99,9%) назвали румунську.